# Digitalització de documents

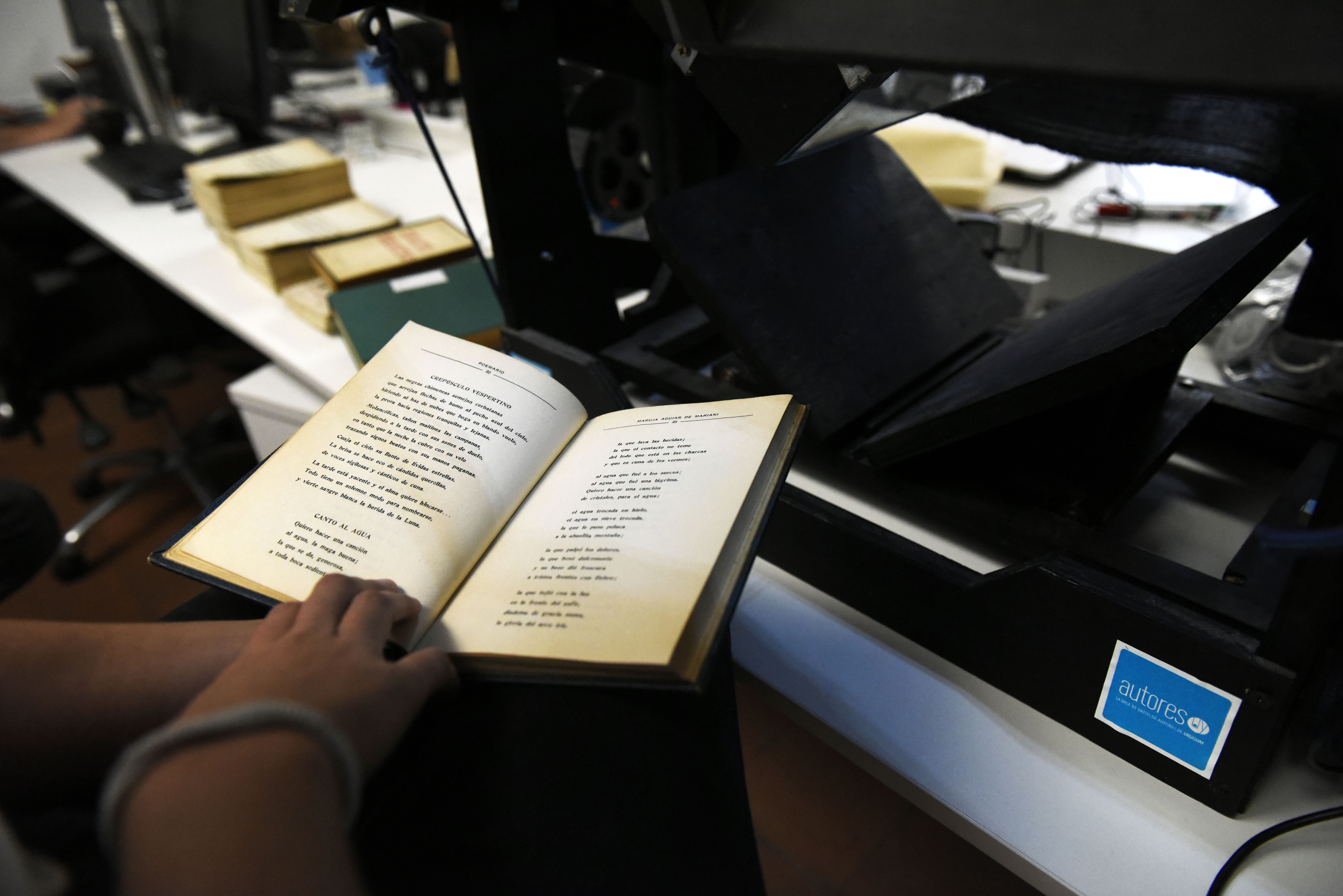
Digitalitzant obres del domini públic a l'Uruguai.

La digitalització de documents és un procés tecnològic que permet, mitjançant l'aplicació de tècniques fotoelèctriques o d'escàner, convertir la imatge continguda en un document en paper en una imatge digital.
La digitalització de documents és una manera de capturar i emmagatzemar imatges utilitzant la tecnologia computacional. Per mitjà d'una càmera digital o un escàner s'obtenen imatges de manera electrònica, que converteix el document en una imatge mitjançant softwares de captura. La informació digitalitzada queda registrada en un dispositiu d'emmagatzematge de dades i pot ser usada per a altres operacions o arxivada per a futures consultes sense perdre qualitat o claredat pel pas del temps.

La digitalització de documents forma part essencial de la preservació digital, que és un conjunt de tècniques dissenyades per a la conservació de la informació dels documents.

## Objectiu
L'objectiu bàsic de la digitalització de documents és la transferència de la informació a un altre suport diferent de l'original. El document passa d'un estat analògic a un digital o informàtic. Els documents en format informàtic, són aquell digitalitzat amb emmagatzematge en suport magnètic o òptic. La informació queda registrada per senyals binaris; la qualitat i contingut de les còpies sempre és idèntica a la del document original.
La digitalització de documents permet:
- Preservar els documents originals de la deterioració pel seu ús i generar còpies de seguretat.
- Preservar només el contingut informatiu.
- Agilitzar i descentralitzar la consulta dels documents digitalitzats.

La tecnologia digital permet capturar els valors de qualsevol imatge al marge del seu suport, polaritat, dimensions, etc. Qualsevol imatge o conjunt d'elles pot ser estructurada en bases de dades i ser recuperada en nous formats.

## Evolució
El començament de la digitalització, es va donar a causa de la necessitat de l'ésser humà per emmagatzemar i transmetre la informació necessària en diferents suports. Abans de realitzar-se la digitalització tal com la coneixem avui dia, es van crear una sèrie d'instruments modificats amb el pas del temps explicats a continuació.
En 1895 l'instrument utilitzat es denominava Telediágraf, permetia transmetre les imatges al format digital per mitjà de mètodes elèctrics. El seu ús consistia a dibuixar la imatge en una làmina d'estany emprant una tinta no conductora de goma-laca amb alcohol, per a posteriorment ser fixada en un corró que treballava com a transmissor. Entretant el receptor utilitzava un llapis òptic sincronitzat amb el Telediágraf, per la qual cosa enviava i rebia línia a línia la imatge que pretenia digitalitzar-se. Aquest procés de digitalització podia costar fins a mitja hora.
Posteriorment, amb l'arribada del Belinògraf en 1913 la tècnica utilitzada va millorar notablement, ja que s'utilitzava una fotocela per a traspassar la imatge a través de la línia telefònic conegut com a FAX. En els anys 40, amb la construcció de les primeres computadores, es van començar a agregar números per a realitzar múltiples càlculs. Ja en la dècada dels 80 es realitzaven els primers escàners digitals, la qual cosa en lloc d'enviar-se la imatge a fax s'emmagatzemava en un PC.
Aquests primers aparells esmentats en capturar els documents que pretenien digitalitzar-se contenien una deficient resolució, però amb l'avanç de la tecnologia i el pas del temps han millorat notablement fins a l'actualitat, utilitzant per al procés de digitalització sistemes molt més innovadors i eficaços.

## Avantatges i inconvenients

### Avantatges
- Ràpid accés a múltiples usuaris a tot el món
- Les imatges poden refer-se i millorar-se electrònicament
- Es poden obtenir còpies d'alta qualitat
- La recuperació automatitzada facilita la cerca de la informació
- Les imatges poden reproduir-se moltes vegades sense pèrdua de qualitat
- Les imatges digitals no es deterioren amb l'ús.

### Inconvenients
- Gran inversió per a sustentar les tecnologies de conversió i recuperació de registres
- Falten estàndards en moltes àrees
- L'emmagatzematge digital no ofereix característiques de permanència: necessita revisió contínua i una transferència periòdica
- Els sistemes de recuperació es tornen obsolets
- Encara que en disminució progressiva, els costos de producció i emmagatzematge són alts
- El temps i els costos per a capturar i emmagatzemar imatges d'alta resolució augmenten a mesura que augmenta la seva qualitat. Reproduir en color és més costós.